# Ireneusz (Talambekos)
Ireneusz, gr. Konstandinos Talambekos (ur. 1934 w Pireusie, zm. 11 września 2004 w katastrofie śmigłowca na Morzu Egejskim) – grecki duchowny prawosławny. 

## Życiorys
Studiował teologię na Uniwersytecie w Atenach, obronił doktorat na Akademii Teologicznej w Moskwie. W 1953 został wyświęcony na diakona, w 1959 na kapłana. Był m.in. egzarchą Tronu Aleksandryjskiego w Odessie (1963–1972), archiwistą i głównym sekretarzem Patriarchatu Aleksandrii (1968–1972). W 1972 został mianowany biskupem Nikopolis, w 1976 metropolitą Akry; jego jurysdykcji podlegało ponad 20 państw Afryki Zachodniej, metropolita rezydował w Yaounde (Kamerun). W 1990 mianowany metropolitą Kartaginy, w 1994 – metropolitą Kenii i Irinopoulis. Od września 1997 metropolita Peluzjum (Port Saidu). 
Zginął w katastrofie śmigłowca na Morzu Egejskim, wraz z nim śmierć poniosło jeszcze 16 osób, w tym patriarcha Aleksandrii Piotr VII.